# Saison 2023-2024 du FC Porto
Maillots
Dernière mise à jour : 27 mai 2024.
Chronologie
Saison précédente Saison suivante
La saison 2023-2024 du FC Porto est la 89e saison du club en Primeira Liga. Elle voit le club disputer cinq compétitions : le championnat du Portugal, la Coupe du Portugal, la Supercoupe du Portugal, la Coupe de la Ligue et la Ligue des Champions.
La saison est marquée par l'élection présidentielle du quadriennat 2024-2028 du 27 avril 2024. Après quarante-deux années de présidence, Jorge Nuno Pinto da Costa est battu et cède sa place à André Villas-Boas.

## Élection présidentielle 2024
L'élection présidentielle du quadriennat 2024-2028 du FC Porto aura lieu le samedi 27 avril 2024 entre 09h00 et 20h00 (heure locale) au Estádio do Dragão, à Porto.
Les sócios du club, qui doivent avoir au moins dix-huit ans, compter au moins un an d'ancienneté et avoir leurs quotes-parts à jour à la date du scrutin, sont invités à se rendre aux urnes afin de choisir - d'une part - leur président et son équipe ainsi que - d'autre part - leurs représentants au Conseil Supérieur du club pour les quatre prochaines années.
Le dépôt de candidature est clôturé le jeudi 28 mars au soir. Quatre candidatures ont été reçues et validées par le président de l'Assemblée Générale, Lourenço Pinto, dont trois candidatures à la présidence - Nuno Lobo qui se présente pour la deuxième fois après une tentative en 2020, André Villas-Boas pour une première candidature et le président sortant Jorge Nuno Pinto da Costa qui brigue un 16e mandat - ainsi qu'une candidature au Conseil Supérieur menée par Miguel Brás da Cunha. Par ailleurs, les listes d'André Villas-Boas et de Jorge Nuno Pinto da Costa comportent une candidature au Conseil Supérieur ce qui n'est pas le cas de la liste de Nuno Lobo.
Le 2 avril, un tirage au sort est organisé afin d'attribuer le lettrage aux listes des différentes candidatures qui serviront de référence le jour du scrutin.

### Les listes
| Liste   | Candidat présidentiel     | Tête de liste au Conseil Supérieur | Slogan de campagne                             | Candidature annoncée | % en 2020    |
| ------- | ------------------------- | ---------------------------------- | ---------------------------------------------- | -------------------- | ------------ |
| Liste A | Jorge Nuno Pinto da Costa | Américo Aguiar                     | Todos pelo Porto                               | le 4 février 2024    | 68,65%       |
| Liste B | André Villas-Boas         | Fernando Freire de Sousa           | Só há um Porto                                 | le 17 janvier 2024   | non candidat |
| Liste C | Nuno Lobo                 | sans candidature                   | Sim, somos Porto                               | le 14 janvier 2024   | 4,91%        |
| Liste D | sans candidature          | Miguel Brás da Cunha               | Por um Porto insubmisso, eclético e triunfante | le 27 février 2024   | 16,12%       |

### Résultats
Cette élection a enregistré un nouveau record de votants. 26 864 sócios se sont rendus au Estádio do Dragão afin d'exercer leur droit de vote tout au long de la journée. Le précédent record d'affluence à une élection portista datait de 1988 et comptabilisait 10 700 votants.

#### Présidence
C'est en fin de soirée que les journalistes du pays annoncent la victoire de la liste B. Vítor Baía, vice-président de la liste A, viendra rapidement confirmer l'information à la presse, félicitant Villas-Boas et reconnaissant la défaite du président sortant. L'annonce officielle par communiqué du club ne tombera que tard dans la nuit. André Villas-Boas devient le 32e président de l'histoire du FC Porto. Récoltant près de 80% des voix, il succède à Jorge Nuno Pinto da Costa. Ce dernier quitte la présidence après quarante-deux ans passés à la tête du club. Le 30 avril, le président de l'Assemblée Générale, Lourenço Pinto, annonce que la passation de pouvoir se tiendra au Estádio do Dragão, le mardi 7 mai à 12h (heure locale).
| Liste        | Candidat                  | Voix   | %      |
| ------------ | ------------------------- | ------ | ------ |
| A            | Jorge Nuno Pinto da Costa | 5 224  | 19,44% |
| B            | André Villas-Boas         | 21 489 | 79,95% |
| C            | Nuno Lobo                 | 53     | 0,20%  |
| Votes blancs | Votes blancs              | 73     | 0,27%  |
| Votes nuls   | Votes nuls                | 37     | 0,14%  |
| Total        | Total                     | 26 876 | 100%   |

#### Conseil Supérieur
Le Conseil Supérieur est une assemblée de vingt sócios élus à l'occasion des élections du club qui ont lieu tous les quatre ans. Ce conseil n'est que consultatif, il n'a aucun pouvoir décisionnel. Pour le quadriennat 2024-2028, il est sera composé comme suit.
| Liste        | Tête de liste            | Voix   | %      | Sièges |
| ------------ | ------------------------ | ------ | ------ | ------ |
| A            | Américo Aguiar           | 5 511  | 20,51% | 4      |
| B            | Fernando Freire de Sousa | 18 806 | 70,00% | 15     |
| D            | Miguel Brás da Cunha     | 1 936  | 7,21%  | 1      |
| Votes blancs | Votes blancs             | 542    | 2,02%  | -      |
| Votes nuls   | Votes nuls               | 69     | 0,26%  | -      |
| Total        | Total                    | 26 864 | 100%   | 20     |

## Préparation d'avant-saison
La date de la reprise de l'entraînement est fixée au vendredi 7 juillet 2023. La préparation pour la saison 2023-2024 débute par un stage au centre d'entraînement du club : le Centro de Treinos e Formação Desportiva Porto Gaia. Durant cette semaine, le FC Porto y organise deux rencontres amicales ; d'abord face à l'Académica de Coimbra puis face à son équipe B. Les Dragons poursuivent leur préparation par un stage à l'Algarve, au Ria Park Hotel & Spa à Vale do Garrão, à partir du lundi 17 juillet jusqu'au mercredi 26 juillet. Cette seconde phase de la préparation comprend des oppositions face à quatre clubs : Portimonense, Cardiff City, Wolverhampton et Estrela da Amadora. Au matin de la rencontre contre Cardiff, le 22 juillet, le FC Porto dispute une rencontre amicale de 70 minutes face à l'Imortal DC, club de quatrième division portugaise. De retour à Porto, le club dispute son ultime match de pré-saison au Estádio do Dragão lors du traditionnel match de présentation aux sócios, le 29 juillet, face au Rayo Vallecano.

## Transferts

### Transferts estivaux
| Nom                 | Poste     | Transfert           | Montant | Provenance/Destination | Division           |
| ------------------- | --------- | ------------------- | ------- | ---------------------- | ------------------ |
| Arrivées            |           |                     |         |                        |                    |
| Carraça             | Défenseur | Retour de prêt      | -       | Gil Vicente FC         | Primeira Liga      |
| Nanú                | Défenseur | Retour de prêt      | -       | CD Santa Clara         | Primeira Liga      |
| Tomás Esteves       | Défenseur | Retour de prêt      | -       | Pisa SC                | Serie B            |
| Mamadou Loum        | Milieu    | Retour de prêt      | -       | Reading FC             | Championship       |
| Romário Baró        | Milieu    | Retour de prêt      | -       | Casa Pia AC            | Primeira Liga      |
| Fran Navarro        | Attaquant | Transfert           | 6 M€    | Gil Vicente FC         | Primeira Liga      |
| Nico González       | Milieu    | Transfert           | 8,4 M€  | FC Barcelone           | La Liga            |
| Alan Varela         | Milieu    | Transfert           | 8 M€    | CA Boca Juniors        | Primera División   |
| Jorge Sánchez       | Défenseur | Prêt (+ OA)         | -       | AFC Ajax               | Eredivisie         |
| Iván Jaime          | Milieu    | Transfert           | 10 M€   | FC Famalicão           | Primeira Liga      |
| Francisco Conceição | Milieu    | Prêt (+ OA)         | -       | AFC Ajax               | Eredivisie         |
| Départs             |           |                     |         |                        |                    |
| Diogo Leite         | Défenseur | Transfert définitif | 7,5 M€  | 1. FC Union Berlin     | Bundesliga         |
| Mateus Uribe        | Milieu    | Fin de contrat      | -       | Al-Sadd SC             | Qatar Stars League |
| Fernando Andrade    | Attaquant | Fin de contrat      | -       | Casa Pia AC            | Primeira Liga      |
| Wilson Manafá       | Défenseur | Fin de contrat      | -       | Grenade CF             | La Liga            |
| Rodrigo Conceição,  | Défenseur | Fin de contrat      | -       | FC Zurich              | Super League       |
| Nanú                | Défenseur | Résiliation         | -       | Samsunspor             | Süper Lig          |
| João Marcelo        | Défenseur | Prêt (+ OA)         | -       | Cruzeiro EC            | Série A            |
| Sidnei Tavares      | Milieu    | Prêt (+ OA)         | -       | Colorado Rapids        | MLS                |
| Tomás Esteves       | Défenseur | Transfert           | 1 M€    | Pisa SC                | Serie B            |
| David Vinhas        | Milieu    | Prêt                | -       | SC Vianense            | Liga 3             |
| Mamadou Loum        | Milieu    | Prêt (+ OA)         | -       | Al-Raed                | Saudi Pro League   |
| Otávio              | Milieu    | Transfert           | 60 M€   | Al-Nassr FC            | Saudi Pro League   |
| Giorgi Abuashvili   | Milieu    | Transfert           | -       | FC Petrolul Ploiesti   | Liga I             |
| Carraça,            | Défenseur | Résiliation         | -       | GD Chaves              | Primeira Liga      |
| Bruno Costa         | Milieu    | Résiliation         | -       | Valenciennes FC        | Ligue 2            |

### Transferts hivernaux
| Nom            | Poste     | Transfert   | Montant  | Provenance/Destination | Division      |
| -------------- | --------- | ----------- | -------- | ---------------------- | ------------- |
| Arrivées       |           |             |          |                        |               |
| Otávio Ataíde  | Défenseur | Transfert   | 12 M€    | FC Famalicão           | Primeira Liga |
| Départs        |           |             |          |                        |               |
| Gabriel Veron  | Attaquant | Prêt (+ OA) | -        | Cruzeiro EC            | Série A       |
| Fran Navarro   | Attaquant | Prêt (+ OA) | 250 000€ | Olympiakós FC          | Super League  |
| David Carmo    | Défenseur | Prêt (+ OA) | 300 000€ | Olympiakós FC          | Super League  |
| Nilton Varela  | Défenseur | Résiliation | -        | CF Estrela da Amadora  | Primeira Liga |
| Ussumane Djaló | Milieu    | Prêt (+ OA) | -        | Southampton FC         | Championship  |

### Prolongations de contrat
Après des semaines d'incertitudes sur l'avenir de Iván Marcano, dont le contrat se terminait en juin 2023, le défenseur central espagnol et le FC Porto annoncent, le 28 juin, la signature d'un nouveau contrat liant les deux parties jusqu'en 2025.
Le 7 août, le défenseur central et nouveau capitaine de l'équipe B, Zé Pedro prolonge son contrat de deux années. Précédemment lié aux dragons jusqu'en 2024, son nouveau contrat court désormais jusqu'en juin 2026.
Le 15 janvier 2024, le FC Porto annonce la signature d'un nouveau contrat avec son attaquant Wenderson Galeno jusqu'en 2028. Le précédent contrat du brésilien courait jusqu'en juin 2026.
Un peu plus d'une semaine après la prolongation de Galeno, le FC Porto annonce, le 23 janvier, la prolongation de contrat de Danny Namaso jusqu'en 2028.
Le 26 janvier, le jeune gardien prometteur du centre de formation du club Gonçalo Ribeiro signe un nouveau contrat jusqu'en juin 2028.
Le 12 avril, c'est au tour de Martim Fernandes de parapher un nouveau contrat avec les dragons. Le jeune latéral droit, dont le précédent contrat expirait en juin 2025, est désormais lié au FC Porto jusqu'en 2028.
Quatre jours plus tard, le 16 avril, le FC Porto annonce une nouvelle prolongation de contrat. Diogo Fernandes, gardien de 19 ans, récemment promu en équipe B, signe jusqu'en juin 2028.
Le 25 avril, à un peu plus de deux mois de l'expiration de son contrat, Sérgio Conceição prolonge jusqu'en 2028.
| Nom              | Nationalité | Position   | Fin du précédent contrat | Durée de prolongation | Nouvelle fin de contrat |
| ---------------- | ----------- | ---------- | ------------------------ | --------------------- | ----------------------- |
| Iván Marcano     | Espagne     | Défenseur  | juin 2023                | 2 ans                 | juin 2025               |
| Zé Pedro         | Portugal    | Défenseur  | juin 2024                | 2 ans                 | juin 2026               |
| Wenderson Galeno | Brésil      | Attaquant  | juin 2026                | 2 ans                 | juin 2028               |
| Danny Namaso     | Angleterre  | Attaquant  | juin 2025                | 3 ans                 | juin 2028               |
| Gonçalo Ribeiro  | Portugal    | Gardien    | juin 2025                | 3 ans                 | juin 2028               |
| Martim Fernandes | Portugal    | Défenseur  | juin 2025                | 3 ans                 | juin 2028               |
| Diogo Fernandes  | Portugal    | Gardien    | juin 2025                | 3 ans                 | juin 2028               |
| Sérgio Conceição | Portugal    | Entraîneur | juin 2024                | 4 ans                 | juin 2028               |

## Effectif
En grisé, les sélections de joueurs internationaux chez les jeunes mais n'ayant jamais été appelés aux échelons supérieurs une fois l'âge-limite dépassé ou les joueurs ayant pris leur retraite internationale.

## Compétitions

### Liste des rencontres de la saison
| Compétition       | J./Tour | Date              | Heure | Domicile              | Rés. | Extérieur             | Cl.        |
| ----------------- | ------- | ----------------- | ----- | --------------------- | ---- | --------------------- | ---------- |
| Supercoupe        | F       | 9 août 2023       | 21:45 | SL Benfica            | 2-0  | FC Porto              | -          |
| Liga Portugal     | 1       | 14 août 2023      | 19:45 | Moreirense FC         | 1-2  | FC Porto              | 7e         |
| Liga Portugal     | 2       | 20 août 2023      | 19:00 | FC Porto              | 2-1  | SC Farense            | 3e         |
| Liga Portugal     | 3       | 28 août 2023      | 21:15 | Rio Ave FC            | 1-2  | FC Porto              | 2e         |
| Liga Portugal     | 4       | 3 septembre 2023  | 19:00 | FC Porto              | 1-1  | FC Arouca             | 2e         |
| Liga Portugal     | 5       | 15 septembre 2023 | 20:15 | CF Estrela da Amadora | 0-1  | FC Porto              | 3e         |
| C1                | 1       | 19 septembre 2023 | 21:00 | Chakhtar Donetsk      | 1-3  | FC Porto              | 2e         |
| Liga Portugal     | 6       | 23 septembre 2023 | 21:30 | FC Porto              | 2-1  | Gil Vicente FC        | 2e         |
| Liga Portugal     | 7       | 29 septembre 2023 | 21:15 | SL Benfica            | 1-0  | FC Porto              | 3e         |
| C1                | 2       | 4 octobre 2023    | 21:00 | FC Porto              | 0-1  | FC Barcelone          | 2e         |
| Liga Portugal     | 8       | 8 octobre 2023    | 19:00 | FC Porto              | 1-0  | Portimonense SC       | 3e         |
| Coupe du Portugal | 1/32    | 20 octobre 2023   | 21:45 | GD Vilar de Perdizes  | 0-2  | FC Porto              | -          |
| C1                | 3       | 25 octobre 2023   | 21:00 | Royal Antwerp FC      | 1-4  | FC Porto              | 2e         |
| Liga Portugal     | 9       | 29 octobre 2023   | 21:30 | FC Vizela             | 0-2  | FC Porto              | 3e         |
| Liga Portugal     | 10      | 3 novembre 2023   | 21:15 | FC Porto              | 0-1  | GD Estoril Praia      | 3e         |
| C1                | 4       | 7 novembre 2023   | 21:00 | FC Porto              | 2-0  | Royal Antwerp FC      | 2e         |
| Liga Portugal     | 11      | 11 novembre 2023  | 21:30 | Vitória SC            | 1-2  | FC Porto              | 3e         |
| Coupe du Portugal | 1/16    | 24 novembre 2023  | 21:45 | FC Porto              | 4-0  | CDC Montalegre        | -          |
| C1                | 5       | 28 novembre 2023  | 21:00 | FC Barcelone          | 2-1  | FC Porto              | 2e         |
| Liga Portugal     | 12      | 2 décembre 2023   | 19:00 | FC Famalicão          | 0-3  | FC Porto              | 3e         |
| Coupe de la Ligue | 1       | 6 décembre 2023   | 19:00 | GD Estoril Praia      | 3-1  | FC Porto              | 3e         |
| Liga Portugal     | 13      | 9 décembre 2023   | 21:30 | FC Porto              | 3-1  | Casa Pia AC           | 2e         |
| C1                | 6       | 13 décembre 2023  | 21:00 | FC Porto              | 5-3  | Chakhtar Donetsk      | 2e         |
| Liga Portugal     | 14      | 18 décembre 2023  | 21:15 | Sporting CP           | 2-0  | FC Porto              | 3e         |
| Coupe de la Ligue | 2       | 23 décembre 2023  | 21:30 | FC Porto              | 2-1  | Leixões SC            | 2e         |
| Liga Portugal     | 15      | 29 décembre 2023  | 21:45 | FC Porto              | 1-0  | GD Chaves             | 3e         |
| Liga Portugal     | 16      | 5 janvier 2024    | 21:45 | Boavista FC           | 1-1  | FC Porto              | 3e         |
| Coupe du Portugal | 1/8     | 9 janvier 2024    | 21:45 | GD Estoril Praia      | 0-4  | FC Porto              | -          |
| Liga Portugal     | 17      | 14 janvier 2024   | 21:30 | FC Porto              | 2-0  | SC Braga              | 3e         |
| Liga Portugal     | 18      | 20 janvier 2024   | 21:30 | FC Porto              | 5-0  | Moreirense FC         | 3e         |
| Liga Portugal     | 19      | 28 janvier 2024   | 19:00 | SC Farense            | 1-3  | FC Porto              | 3e         |
| Liga Portugal     | 20      | 3 février 2024    | 21:30 | FC Porto              | 0-0  | Rio Ave FC            | 3e         |
| Coupe du Portugal | 1/4     | 7 février 2024    | 17:00 | CD Santa Clara        | 0-0* | FC Porto              | NT         |
| Liga Portugal     | 21      | 12 février 2024   | 21:15 | FC Arouca             | 3-2  | FC Porto              | 3e         |
| Liga Portugal     | 22      | 17 février 2024   | 21:30 | FC Porto              | 2-0  | CF Estrela da Amadora | 3e         |
| C1                | 1/8 A   | 21 février 2024   | 21:00 | FC Porto              | 1-0  | Arsenal FC            | -          |
| Liga Portugal     | 23      | 25 février 2024   | 19:00 | Gil Vicente FC        | 1-1  | FC Porto              | 3e         |
| Coupe du Portugal | 1/4     | 29 février 2024   | 17:00 | CD Santa Clara        | 1-2* | FC Porto              | T          |
| Liga Portugal     | 24      | 3 mars 2024       | 21:30 | FC Porto              | 5-0  | SL Benfica            | 3e         |
| Liga Portugal     | 25      | 8 mars 2024       | 19:45 | Portimonense SC       | 0-3  | FC Porto              | 3e         |
| C1                | 1/8 R   | 12 mars 2024      | 21:00 | Arsenal FC            | 1-0  | FC Porto              | 4-2 t.a.b. |
| Liga Portugal     | 26      | 16 mars 2024      | 21:30 | FC Porto              | 4-1  | FC Vizela             | 3e         |
| Liga Portugal     | 27      | 30 mars 2024      | 21:30 | GD Estoril Praia      | 1-0  | FC Porto              | 3e         |
| Coupe du Portugal | 1/2 A   | 3 avril 2024      | 21:15 | Vitória SC            | 0-1  | FC Porto              | -          |
| Liga Portugal     | 28      | 7 avril 2024      | 21:30 | FC Porto              | 1-2  | Vitória SC            | 3e         |
| Liga Portugal     | 29      | 13 avril 2024     | 19:00 | FC Porto              | 2-2  | FC Famalicão          | 3e         |
| Coupe du Portugal | 1/2 R   | 17 avril 2024     | 21:15 | FC Porto              | 3-1  | Vitória SC            | -          |
| Liga Portugal     | 30      | 21 avril 2024     | 19:00 | Casa Pia AC           | 1-2  | FC Porto              | 3e         |
| Liga Portugal     | 31      | 28 avril 2024     | 21:30 | FC Porto              | 2-2  | Sporting CP           | 3e         |
| Liga Portugal     | 32      | 4 mai 2024        | 21:30 | GD Chaves             | 0-3  | FC Porto              | 3e         |
| Liga Portugal     | 33      | 12 mai 2024       | 21:30 | FC Porto              | 2-1  | Boavista FC           | 3e         |
| Liga Portugal     | 34      | 18 mai 2024       | 21:30 | SC Braga              | 0-1  | FC Porto              | 3e         |
| Coupe du Portugal | F       | 26 mai 2024       | 18:15 | FC Porto              | 2-1  | Sporting CP           | a.p.       |

### Supercoupe du Portugal
La Supercoupe du Portugal 2023 est la 45e édition de la Supercoupe du Portugal.

### Primeira Liga
La saison 2023-2024 de Primeira Liga est la 89e édition du championnat du Portugal de football. La saison débute en août 2023 et se terminera en mai 2024.

#### Classement
| Rang | Équipe      | Pts | J  | G  | N | P | Bp | Bc | Diff \|\| Qualification ou relégation |                                                                          |
| ---- | ----------- | --- | -- | -- | - | - | -- | -- | ------------------------------------- | ------------------------------------------------------------------------ |
| 1    | Sporting CP | 90  | 34 | 29 | 3 | 2 | 96 | 29 | +67                                   | Qualification pour la phase de groupes de la Ligue des champions         |
| 2    | SL Benfica  | 80  | 34 | 25 | 5 | 4 | 77 | 28 | +49                                   | Qualification pour le 3e tour de qualification de la Ligue des champions |
| 3    | FC Porto    | 72  | 34 | 22 | 6 | 6 | 63 | 27 | +36                                   | Qualification pour la phase de groupes de la Ligue Europa                |
| 4    | SC Braga    | 68  | 34 | 21 | 5 | 8 | 71 | 50 | +21                                   | Qualification pour le 2e tour de qualification de la Ligue Europa        |
| 5    | Vitória SC  | 63  | 34 | 19 | 6 | 9 | 52 | 38 | +14                                   | Qualification pour le 2e tour de qualification de la Ligue Conférence    |

Mis à jour après les matchs joués, au 19 mai 2024. Source : Liga Portugal 
 
Critères de départage : 
 
1. Différence de buts générale 
 
2. Plus grand nombre de points sur confrontations directes 

3. Différence de buts particulière 

4. Plus grand nombre de buts dans les confrontations directes 
 
5. Plus grand nombre de buts à l’extérieur dans les confrontations directes 

6. Meilleure attaque générale 

7. Meilleure attaque à l’extérieur (général) 

8. Club ayant marqué le plus grand nombre de buts sur une rencontre de championnat 
 
9. Départage disciplinaire

#### Évolution du classement et des résultats
| Rang     | 7 | 3 | 2 | 2 | 3 | 2 | 3 | 3 | 3 | 3 | 3 | 3 | 2 | 3 | 3 | 3 | 3 | 3 | 3 | 3 | 3 | 3 | 3 | 3 | 3 | 3 | 3 | 3 | 3 | 3 | 3 | 3 | 3 | 3 | 0 |   |   |
| Résultat | V | V | V | N | V | V | D | V | V | D | V | V | V | D | V | N | V | V | V | N | D | V | N | V | V | V | D | D | N | V | N | V | V | V | — | — | — |

| Légende : | V = Victoire |  | N = Nul |  | D = Défaite |

### Ligue des champions
La Ligue des champions 2023-2024 est la 69e édition de la Ligue des champions, la plus prestigieuse des compétitions européennes inter-clubs. Elle est divisée en deux phases, une phase de groupes, qui consiste en huit mini-championnats de quatre équipes par groupe, les deux premières poursuivant la compétition et la troisième étant repêchée en seizièmes de finale de la Ligue Europa.

#### Phase de groupes
| Rang | Équipe           | Pts | J | G | N | P | Bp | Bc | Diff |  | Résultats (▼ dom., ► ext.) |     |     |     |     |
| ---- | ---------------- | --- | - | - | - | - | -- | -- | ---- |  | -------------------------- | --- | --- | --- | --- |
| 1    | FC Barcelone     | 12  | 6 | 4 | 0 | 2 | 12 | 6  | +6   |  | FC Barcelone               |     | 2-1 | 2-1 | 5-0 |
| 2    | FC Porto         | 12  | 6 | 4 | 0 | 2 | 15 | 8  | +7   |  | FC Porto                   | 0-1 |     | 5-3 | 2-0 |
| 3    | Chakhtar Donetsk | 9   | 6 | 3 | 0 | 3 | 10 | 12 | -2   |  | Chakhtar Donetsk           | 1-0 | 1-3 |     | 1-0 |
| 4    | Royal Antwerp    | 3   | 6 | 1 | 0 | 5 | 6  | 17 | -11  |  | Royal Antwerp              | 3-2 | 1-4 | 2-3 |     |

### Coupe du Portugal
La coupe du Portugal de football 2023-2024 est la 84e édition de la Coupe du Portugal, compétition à élimination directe jusqu'aux quarts de finale mettant aux prises des clubs de football amateurs et professionnels affiliés à la Fédération portugaise de football, qui l'organise conjointement avec les ligues régionales.

### Coupe de la Ligue
La Coupe de la Ligue portugaise de football 2023-2024 est la 17e édition de la Coupe de la Ligue.
Les 18 équipes de Primeira Liga et 16 équipes de Segunda Liga participent à cette compétition soit 34 équipes.

#### Phase de groupes
| Rang | Équipe           | Pts | J | G | N | P | Bp | Bc | Diff |  | Résultats (▼ dom., ► ext.) | POR | EST | LEI |
| ---- | ---------------- | --- | - | - | - | - | -- | -- | ---- |  | -------------------------- | --- | --- | --- |
| 1    | GD Estoril Praia | 6   | 2 | 2 | 0 | 0 | 5  | 2  | +3   |  | FC Porto                   |     |     | 2-1 |
| 2    | FC Porto         | 3   | 2 | 1 | 0 | 1 | 3  | 4  | -1   |  | GD Estoril Praia           | 3-1 |     |     |
| 3    | Leixões SC       | 0   | 2 | 0 | 0 | 2 | 2  | 4  | -2   |  | Leixões SC                 |     | 1-2 |     |

### Bilan de la saison
| Championnat du Portugal | Ligue des champions                                                     | Coupe du Portugal                        | Coupe de la Ligue                   | Supercoupe du Portugal             |
| ----------------------- | ----------------------------------------------------------------------- | ---------------------------------------- | ----------------------------------- | ---------------------------------- |
| Troisième 72 points     | Huitièmes de finale contre Arsenal FC (1-0) (1-0 puis 4-2 après t.a.b.) | Vainqueur face au Sporting CP (2-1 a.p.) | Phase de groupes Deuxième - éliminé | Finaliste face au SL Benfica (2-0) |
| 22V 6N 6D               | 5V 0N 3D                                                                | 7V 0N 0D                                 | 1V 0N 1D                            | 0V 0N 1D                           |
| TOTAL : 35V 6N 11D      |                                                                         |                                          |                                     |                                    |

## Statistiques

### Statistiques individuelles
(Mis à jour le 27 mai 2024) 
 (en italique, les joueurs ayant quitté le club en cours de saison)
| Numéro | Nat. | Nom                 | Championnat | Championnat | Championnat    | Championnat | Championnat  | Ligue des champions | Ligue des champions | Ligue des champions | Ligue des champions | Ligue des champions | Coupe du Portugal | Coupe du Portugal | Coupe du Portugal | Coupe du Portugal | Coupe du Portugal | Coupe de la Ligue | Coupe de la Ligue | Coupe de la Ligue | Coupe de la Ligue | Coupe de la Ligue | Supercoupe du Portugal | Supercoupe du Portugal | Supercoupe du Portugal | Supercoupe du Portugal | Supercoupe du Portugal | Total | Total       | Total          | Total  | Total        |
| Numéro | Nat. | Nom                 | M.j.        | But inscrit | Passe décisive | Averti      | Carton rouge | M.j.                | But inscrit         | Passe décisive      | Averti              | Carton rouge        | M.j.              | But inscrit       | Passe décisive    | Averti            | Carton rouge      | M.j.              | But inscrit       | Passe décisive    | Averti            | Carton rouge      | M.j.                   | But inscrit            | Passe décisive         | Averti                 | Carton rouge           | M.j.  | But inscrit | Passe décisive | Averti | Carton rouge |
| ------ | ---- | ------------------- | ----------- | ----------- | -------------- | ----------- | ------------ | ------------------- | ------------------- | ------------------- | ------------------- | ------------------- | ----------------- | ----------------- | ----------------- | ----------------- | ----------------- | ----------------- | ----------------- | ----------------- | ----------------- | ----------------- | ---------------------- | ---------------------- | ---------------------- | ---------------------- | ---------------------- | ----- | ----------- | -------------- | ------ | ------------ |
| 99     |      | Diogo Costa         | 33          | 0           | 0              | 0           | 1            | 8                   | 0                   | 0                   | 0                   | 0                   | 3                 | 0                 | 0                 | 0                 | 0                 | 0                 | 0                 | 0                 | 0                 | 0                 | 1                      | 0                      | 0                      | 0                      | 0                      | 45    | 0           | 0              | 0      | 1            |
| 14     |      | Cláudio Ramos       | 2           | 0           | 0              | 0           | 0            | 0                   | 0                   | 0                   | 1                   | 0                   | 4                 | 0                 | 0                 | 0                 | 0                 | 2                 | 0                 | 0                 | 0                 | 0                 | 0                      | 0                      | 0                      | 0                      | 0                      | 8     | 0           | 0              | 1      | 0            |
| 94     |      | Samuel Portugal     | 0           | 0           | 0              | 0           | 0            | 0                   | 0                   | 0                   | 0                   | 0                   | 0                 | 0                 | 0                 | 0                 | 0                 | 0                 | 0                 | 0                 | 0                 | 0                 | 0                      | 0                      | 0                      | 0                      | 0                      | 0     | 0           | 0              | 0      | 0            |
| 71     |      | Francisco Meixedo   | 0           | 0           | 0              | 0           | 0            | 0                   | 0                   | 0                   | 0                   | 0                   | 0                 | 0                 | 0                 | 0                 | 0                 | 0                 | 0                 | 0                 | 0                 | 0                 | 0                      | 0                      | 0                      | 0                      | 0                      | 0     | 0           | 0              | 0      | 0            |
| 23     |      | João Mário          | 27          | 2           | 1              | 5           | 0            | 8                   | 0                   | 1                   | 2                   | 0                   | 7                 | 0                 | 2                 | 1                 | 0                 | 1                 | 0                 | 0                 | 0                 | 0                 | 1                      | 0                      | 0                      | 0                      | 0                      | 44    | 2           | 4              | 8      | 0            |
| 15     |      | Jorge Sánchez       | 14          | 0           | 2              | 3           | 0            | 6                   | 0                   | 0                   | 0                   | 0                   | 2                 | 0                 | 0                 | 1                 | 0                 | 1                 | 0                 | 0                 | 0                 | 0                 | 0                      | 0                      | 0                      | 0                      | 0                      | 23    | 0           | 2              | 4      | 0            |
| 52     |      | Martim Fernandes    | 4           | 0           | 1              | 1           | 0            | 0                   | 0                   | 0                   | 0                   | 0                   | 2                 | 0                 | 0                 | 0                 | 0                 | 0                 | 0                 | 0                 | 0                 | 0                 | 0                      | 0                      | 0                      | 0                      | 0                      | 6     | 0           | 1              | 1      | 0            |
| 3      |      | Pepe                | 22          | 1           | 1              | 4           | 2            | 7                   | 2                   | 0                   | 1                   | 0                   | 4                 | 0                 | 1                 | 1                 | 0                 | 0                 | 0                 | 0                 | 0                 | 0                 | 1                      | 0                      | 0                      | 1                      | 1                      | 34    | 3           | 2              | 7      | 3            |
| 5      |      | Iván Marcano        | 5           | 2           | 0              | 1           | 0            | 0                   | 0                   | 0                   | 0                   | 0                   | 0                 | 0                 | 0                 | 0                 | 0                 | 0                 | 0                 | 0                 | 0                 | 0                 | 1                      | 0                      | 0                      | 0                      | 0                      | 6     | 2           | 0              | 1      | 0            |
| 2      |      | Fábio Cardoso       | 18          | 1           | 2              | 4           | 2            | 3                   | 0                   | 0                   | 2                   | 0                   | 4                 | 0                 | 0                 | 0                 | 0                 | 2                 | 0                 | 0                 | 1                 | 0                 | 0                      | 0                      | 0                      | 0                      | 0                      | 27    | 1           | 2              | 7      | 2            |
| 97     |      | Zé Pedro            | 12          | 2           | 0              | 1           | 0            | 0                   | 0                   | 0                   | 0                   | 0                   | 3                 | 0                 | 0                 | 1                 | 0                 | 2                 | 0                 | 0                 | 0                 | 0                 | 0                      | 0                      | 0                      | 0                      | 0                      | 17    | 2           | 0              | 2      | 0            |
| 31     |      | Otávio Ataíde       | 12          | 0           | 1              | 3           | 0            | 2                   | 0                   | 1                   | 0                   | 0                   | 3                 | 0                 | 0                 | 2                 | 0                 | 0                 | 0                 | 0                 | 0                 | 0                 | 0                      | 0                      | 0                      | 0                      | 0                      | 17    | 0           | 2              | 5      | 0            |
| 12     |      | Zaidu Sanusi        | 5           | 1           | 0              | 0           | 0            | 4                   | 0                   | 0                   | 0                   | 0                   | 0                 | 0                 | 0                 | 0                 | 0                 | 0                 | 0                 | 0                 | 0                 | 0                 | 1                      | 0                      | 0                      | 1                      | 0                      | 10    | 1           | 0              | 1      | 0            |
| 18     |      | Wendell             | 25          | 4           | 2              | 10          | 1            | 5                   | 0                   | 0                   | 0                   | 0                   | 5                 | 0                 | 1                 | 1                 | 0                 | 1                 | 0                 | 0                 | 0                 | 0                 | 0                      | 0                      | 0                      | 0                      | 0                      | 36    | 4           | 3              | 11     | 1            |
| 55     |      | João Mendes         | 5           | 0           | 1              | 0           | 0            | 0                   | 0                   | 0                   | 0                   | 0                   | 2                 | 0                 | 0                 | 0                 | 0                 | 2                 | 0                 | 0                 | 0                 | 0                 | 0                      | 0                      | 0                      | 0                      | 0                      | 9     | 0           | 1              | 0      | 0            |
| 8      |      | Marko Grujić        | 10          | 0           | 1              | 1           | 0            | 3                   | 0                   | 0                   | 0                   | 0                   | 5                 | 0                 | 0                 | 1                 | 0                 | 2                 | 0                 | 0                 | 2                 | 0                 | 1                      | 0                      | 0                      | 0                      | 0                      | 21    | 0           | 1              | 4      | 0            |
| 6      |      | Stephen Eustáquio   | 28          | 2           | 2              | 3           | 0            | 8                   | 1                   | 0                   | 1                   | 0                   | 2                 | 0                 | 0                 | 0                 | 0                 | 1                 | 0                 | 0                 | 1                 | 0                 | 1                      | 0                      | 0                      | 1                      | 0                      | 40    | 3           | 2              | 6      | 0            |
| 16     |      | Nico González       | 25          | 2           | 1              | 7           | 0            | 6                   | 0                   | 0                   | 1                   | 0                   | 7                 | 0                 | 2                 | 1                 | 0                 | 1                 | 0                 | 0                 | 0                 | 0                 | 0                      | 0                      | 0                      | 0                      | 0                      | 39    | 2           | 3              | 9      | 0            |
| 20     |      | André Franco        | 15          | 0           | 1              | 1           | 0            | 4                   | 0                   | 0                   | 0                   | 0                   | 3                 | 1                 | 2                 | 0                 | 0                 | 1                 | 0                 | 0                 | 0                 | 0                 | 0                      | 0                      | 0                      | 0                      | 0                      | 23    | 1           | 3              | 1      | 0            |
| 22     |      | Alan Varela         | 30          | 2           | 3              | 8           | 0            | 8                   | 0                   | 0                   | 0                   | 0                   | 6                 | 0                 | 0                 | 1                 | 0                 | 0                 | 0                 | 0                 | 0                 | 0                 | 0                      | 0                      | 0                      | 0                      | 0                      | 44    | 2           | 3              | 9      | 0            |
| 28     |      | Romário Baró        | 10          | 0           | 0              | 0           | 0            | 1                   | 0                   | 0                   | 0                   | 0                   | 4                 | 0                 | 1                 | 0                 | 0                 | 1                 | 0                 | 0                 | 1                 | 0                 | 1                      | 0                      | 0                      | 0                      | 0                      | 17    | 0           | 1              | 1      | 0            |
| 17     |      | Iván Jaime          | 21          | 1           | 0              | 0           | 0            | 4                   | 0                   | 0                   | 0                   | 0                   | 3                 | 0                 | 0                 | 0                 | 0                 | 1                 | 0                 | 0                 | 0                 | 0                 | 0                      | 0                      | 0                      | 0                      | 0                      | 29    | 1           | 0              | 0      | 0            |
| 10     |      | Francisco Conceição | 27          | 5           | 4              | 11          | 1            | 8                   | 1                   | 1                   | 2                   | 0                   | 6                 | 1                 | 1                 | 0                 | 0                 | 2                 | 1                 | 0                 | 0                 | 0                 | 0                      | 0                      | 0                      | 0                      | 0                      | 43    | 8           | 6              | 13     | 1            |
| 70     |      | Gonçalo Borges      | 17          | 0           | 2              | 2           | 0            | 3                   | 0                   | 0                   | 0                   | 0                   | 6                 | 0                 | 0                 | 0                 | 0                 | 1                 | 0                 | 0                 | 0                 | 0                 | 1                      | 0                      | 0                      | 0                      | 0                      | 28    | 0           | 2              | 2      | 0            |
| 11     |      | Pepê                | 34          | 4           | 6              | 4           | 0            | 7                   | 1                   | 2                   | 2                   | 0                   | 6                 | 2                 | 1                 | 0                 | 0                 | 2                 | 1                 | 0                 | 0                 | 0                 | 1                      | 0                      | 0                      | 1                      | 0                      | 50    | 8           | 9              | 7      | 0            |
| 13     |      | Wenderson Galeno    | 31          | 9           | 7              | 3           | 0            | 7                   | 5                   | 3                   | 0                   | 0                   | 7                 | 2                 | 2                 | 1                 | 0                 | 2                 | 0                 | 0                 | 0                 | 0                 | 1                      | 0                      | 0                      | 0                      | 0                      | 48    | 16          | 12             | 4      | 0            |
| 49     |      | Gonçalo Sousa       | 1           | 0           | 0              | 0           | 0            | 0                   | 0                   | 0                   | 0                   | 0                   | 0                 | 0                 | 0                 | 0                 | 0                 | 0                 | 0                 | 0                 | 0                 | 0                 | 0                      | 0                      | 0                      | 0                      | 0                      | 1     | 0           | 0              | 0      | 0            |
| 19     |      | Danny Namaso        | 16          | 1           | 2              | 1           | 0            | 3                   | 0                   | 0                   | 0                   | 0                   | 5                 | 1                 | 1                 | 0                 | 0                 | 1                 | 0                 | 1                 | 0                 | 0                 | 1                      | 0                      | 0                      | 1                      | 0                      | 26    | 2           | 4              | 2      | 0            |
| 29     |      | Toni Martínez       | 20          | 4           | 0              | 2           | 0            | 2                   | 0                   | 0                   | 0                   | 0                   | 1                 | 0                 | 0                 | 0                 | 0                 | 1                 | 0                 | 0                 | 0                 | 0                 | 1                      | 0                      | 0                      | 0                      | 0                      | 25    | 4           | 0              | 2      | 0            |
| 30     |      | Evanilson           | 27          | 13          | 3              | 5           | 1            | 7                   | 4                   | 1                   | 0                   | 0                   | 6                 | 8                 | 0                 | 1                 | 0                 | 2                 | 0                 | 0                 | 0                 | 0                 | 0                      | 0                      | 0                      | 0                      | 0                      | 42    | 25          | 4              | 6      | 1            |
| 9      |      | Mehdi Taremi        | 23          | 6           | 4              | 4           | 0            | 7                   | 2                   | 2                   | 0                   | 0                   | 2                 | 2                 | 0                 | 1                 | 0                 | 2                 | 1                 | 1                 | 1                 | 0                 | 1                      | 0                      | 0                      | 0                      | 0                      | 35    | 11          | 7              | 6      | 0            |
| 50     |      | Wendel Silva        | 0           | 0           | 0              | 0           | 0            | 0                   | 0                   | 0                   | 0                   | 0                   | 1                 | 0                 | 0                 | 0                 | 0                 | 0                 | 0                 | 0                 | 0                 | 0                 | 0                      | 0                      | 0                      | 0                      | 0                      | 1     | 0           | 0              | 0      | 0            |
| -      |      | Otávio              | 1           | 0           | 0              | 1           | 0            | 0                   | 0                   | 0                   | 0                   | 0                   | 0                 | 0                 | 0                 | 0                 | 0                 | 0                 | 0                 | 0                 | 0                 | 0                 | 1                      | 0                      | 0                      | 0                      | 0                      | 2     | 0           | 0              | 1      | 0            |
| -      |      | Gabriel Veron       | 0           | 0           | 0              | 0           | 0            | 0                   | 0                   | 0                   | 0                   | 0                   | 0                 | 0                 | 0                 | 0                 | 0                 | 0                 | 0                 | 0                 | 0                 | 0                 | 0                      | 0                      | 0                      | 0                      | 0                      | 0     | 0           | 0              | 0      | 0            |
| -      |      | Fran Navarro        | 6           | 0           | 0              | 0           | 0            | 1                   | 0                   | 0                   | 0                   | 0                   | 2                 | 1                 | 0                 | 0                 | 0                 | 0                 | 0                 | 0                 | 0                 | 0                 | 1                      | 0                      | 0                      | 0                      | 0                      | 10    | 1           | 0              | 0      | 0            |
| -      |      | David Carmo         | 7           | 0           | 0              | 5           | 1            | 4                   | 0                   | 0                   | 3                   | 0                   | 0                 | 0                 | 0                 | 0                 | 0                 | 1                 | 0                 | 0                 | 0                 | 0                 | 0                      | 0                      | 0                      | 0                      | 0                      | 12    | 0           | 0              | 8      | 1            |

## Distinctions

### Août
- Iván Marcano est élu défenseur du mois d'août par les entraîneurs de Liga Portugal Betclic récoltant 37,30% des voix[53].
- Le FC Porto a reçu le premier prix des affluences de la saison (journées 1 à 4) grâce à un taux d'occupation moyen du Estádio do Dragão de 94,58% enregistré sur les rencontres face au SC Farense et au FC Arouca[54].

### Septembre
- Wenderson Galeno est élu joueur de la semaine de la première journée de la phase de groupes de Ligue des Champions à la suite de sa performance (deux buts et une passe décisive) face au Chakhtar Donetsk[55].

### Octobre
- Evanilson est élu joueur de la semaine de la troisième journée de la phase de groupes de Ligue des Champions à la suite de sa performance (trois buts) face au Royal Antwerp FC[56].

### Novembre
- Pepe est nommé dans l'équipe type de la semaine de la quatrième journée de la phase de groupes de Ligue des Champions à la suite de sa performance face au Royal Antwerp FC[57].

### Décembre
- Wenderson Galeno est élu joueur de la semaine de la sixième journée de la phase de groupes de Ligue des Champions à la suite de sa performance (deux buts et deux passes décisives) face au Chakhtar Donetsk[58].
- Wenderson Galeno est nommé dans l'équipe type de la phase de groupes de Ligue des Champions[59].

### Janvier
- Diogo Costa est élu gardien de but du mois de janvier par les entraîneurs de Liga Portugal Betclic récoltant 31,11% des voix[60].

### Février
- Wenderson Galeno, Wendell et Otávio Ataíde ont été nommés dans l'équipe type de la deuxième semaine des huitièmes de finale aller de Ligue des Champions à la suite de leur performance face au Arsenal FC[61].

### Mars
- Pepe est élu défenseur du mois de mars par les entraîneurs de Liga Portugal Betclic récoltant 19,66% des voix[62].

## Équipe réserve
Le FC Porto B est une équipe de football portugais, qui constitue en pratique l'équipe réserve du FC Porto. Fondé en 1996, il est dissous en 2006 puis recréé en 2012, à la suite de la décision d'accepter en Segunda Liga les équipes réserves des clubs de l’élite.